# Donora (Pensilvania)
Donora es un borough ubicado en el condado de Washington en el estado estadounidense de Pensilvania. En el año 2000 tenía una población de 5.653 habitantes y una densidad poblacional de 1,148 personas por km².

## Geografía
Donora se encuentra ubicado en las coordenadas 40°10′33″N 79°51′41″O / 40.17583, -79.86139.

## Demografía
Según la Oficina del Censo en 2000 los ingresos medios por hogar en la localidad eran de $27,939 y los ingresos medios por familia eran $37,176. Los hombres tenían unos ingresos medios de $33,725 frente a los $22,346 para las mujeres. La renta per cápita para la localidad era de $17,893. Alrededor del 16.8% de la población estaba por debajo del umbral de pobreza.